# Euchlanis callimorpha
Euchlanis callimorpha is een raderdiertjessoort uit de familie Euchlanidae. De wetenschappelijke naam van deze soort is voor het eerst geldig gepubliceerd in 1957 door Bērzinś.